# Кувшиново
Кувши́ново — город (с 1938) в России, административный центр Кувшиновского  округа Тверской области.

## География
Расположен в 120 км к западу от Твери, на реке Осуга в устье реки Негочь.
Железнодорожная станция Кувшиново на ветке Лихославль — Соблаго Бологое-Полоцкой железнодорожной линии. Через город проходит автомобильная дорога «Торжок — Осташков». Также в городе находится станция узкоколейной железной дороги Ранцевского торфопредприятия.
В черту города заходит Нижненегочанское водохранилище, образованное плотиной на притоке Осуги — реке Негочь.

## История
Историческое поселение на месте впадения Негочи в Осугу называлось село Каменное (Каменское). Впервые оно упомянуто в переписи 1624 года.
Административно входило в состав Новоторжского уезда Тверской губернии.
В 1799 году граф В. П. Мусин-Пушкин основал в селе бумажную фабрику, приобретённую впоследствии, в 1869 году, московским купцом М. Г. Кувшиновым.
Заводчик М. Г. Кувшинов выписал из-за границы новое оборудование, создав первое в России целлюлозно-бумажное производство, работающее на местном древесном сырье.
С октября 1897 года и до середины января 1898 года в Каменном вместе со своей семьёй жил А. М. Горький. Жил писатель в доме Ожеговых, где позднее родился известный лексикограф, автор словаря русского языка Сергей Иванович Ожегов.
А. М. Горький жил в крыле дома Ожеговых, в котором находилась квартира его друга Николая Захаровича Васильева, работавшего на фабрике и возглавлявшего нелегальный политический кружок.
В 1910 году по инициативе Юлии Михайловны Кувшиновой (дочери М. Г. Кувшинова, унаследовавшей фабрику отца) была построена железная дорога Торжок-Каменное, а рядом с Каменным была построена железнодорожная станция, названная по фамилии фабрикантов — Кувшиново. Так стал называться и посёлок при станции, который вскоре слился с Каменным. В 1916 году ветка железной дороги была продолжена до посёлка Селижарово. Участок железной дороги является одним из старейших в России. На территории здания железнодорожного вокзала силами работников станции создан и работает музей железной дороги. До сих пор в поселке Ранцево сохранились семафоры.
В 1913 году был построен Народный дом и больница им. С. М. Кувшинова.
В 1938 году село Каменное и посёлок при станции Кувшиново были объединены в город Кувшиново.

Распоряжением Правительства РФ от 29 июля 2014 года № 1398-р «Об утверждении перечня моногородов» городское поселение город Кувшиново включено в категорию «Монопрофильные муниципальные образования Российской Федерации (моногорода) с наиболее сложным социально-экономическим положением».
В советское время был разработан проект герба города, и были выпущены значки с изображением герба согласно проекту. Изображение герба по этому проекту, в частности, содержится в книге Н. О. Миронова «Каталог современных гербов городов стран содружества на значках», выпущенной в Минске в 1995 году.
Современные герб и флаг Кувшиновского района утверждены постановлением главы Администрации района № 207-1 от 28 октября 1996 года. Герб описан следующим образом: «В зелёном поле лазоревый (синий, голубой), тонко окаймлённый серебром волнистый столб, обременённый тремя золотыми цветками кувшинки, обращёнными вверх». Флаг описан следующим образом: «Прямоугольное полотнище с отношением ширины к длине 2:3 с изображением на полотнище композиции герба».
Автором рисунка герба является В. Лавренов. Герб внесён в Государственный геральдический регистр под № 872, а флаг — под номером 873.

## Население
| 1859    | 1884    | 1931    | 1939    | 1959    | 1970    | 1979    | 1989    | 1992    |
| ------- | ------- | ------- | ------- | ------- | ------- | ------- | ------- | ------- |
| 206     | ↗230    | ↗4900   | ↗7909   | ↗13 549 | ↘12 963 | ↗13 471 | ↘12 435 | ↘12 300 |
| 1996    | 1998    | 2000    | 2001    | 2002    | 2003    | 2005    | 2006    | 2007    |
| ↘12 100 | ↗12 200 | ↘12 100 | ↘12 000 | ↘11 276 | ↗11 300 | ↘10 800 | ↘10 600 | ↘10 400 |
| 2008    | 2009    | 2010    | 2011    | 2012    | 2013    | 2014    | 2015    | 2016    |
| ↘10 300 | ↘10 125 | ↘10 007 | ↘10 000 | ↘9895   | ↘9787   | ↘9574   | ↘9428   | ↘9284   |
| 2017    | 2018    | 2019    | 2020    | 2021    |         |         |         |         |
| ↘9161   | ↘9068   | ↘8929   | ↘8857   | ↗9262   |         |         |         |         |

На 1 января 2025 года по численности населения город находился на 947-м месте из 1124 городов Российской Федерации.
Национальный состав
По итогам переписи населения 2020 года проживали следующие национальности (национальности менее 0,1 % и другое, см. в сноске к строке «Другие»):
| Национальность | Численность, чел. | Доля     |
| -------------- | ----------------- | -------- |
| Русские        | 8364              | 90,30 %  |
| Таджики        | 103               | 1,11 %   |
| Армяне         | 41                | 0,44 %   |
| Украинцы       | 36                | 0,39 %   |
| Узбеки         | 35                | 0,38 %   |
| Азербайджанцы  | 23                | 0,25 %   |
| Другие         | 660               | 7,13 %   |
| Итого          | 9262              | 100,00 % |

## Экономика
Промышленность
Градообразующим предприятием до сих пор остаётся «Каменская бумажно-картонная фабрика», на которой работает 665 кувшиновцев (по средне-списочной численности за 2019 год). В городе также расположены другие промышленные предприятия — ОАО «Каменка», ООО «Кувшиновское ДРСУ», ООО «Кувшиново ЭлектроСервис», завод по производству молока «Николаевская ферма».

## Транспорт
Действуют два маршрута городского автобуса («Автостанция — Хорькино» и «Автостанция — Баховка»; делают около десяти рейсов в день) и пять маршрутов пригородных автобусов ("Автостанция — Баранья Гора ", «Автостанция — Красный Городок», «Автостанция — Пречисто-Каменка», «Автостанция — Сокольники» и «Автостанция — Щеголево»; они ходят по определённым дням недели два раза в сутки).
Через автостанцию «Кувшиново» ходят транзитные рейсы междугородних автобусов в Тверь, Андреаполь. В 2021 году в рамках реформы транспорта в регионе возобновлено полноценное автобусное сообщение Пено-Осташков-Тверь, перевозки осуществляет ООО «Транспорт Верхневолжья».
С 30 марта 2024 года появились автобусные рейсы Тверь-Кувшиново-Тверь.
Пассажирское сообщение по железнодорожной станции представлено пассажирским поездом Кувшиново-Осташков. Пассажирский поезд Москва-Осташков отменён с марта 2015 года. С 29 мая 2021 года возобновлено сообщение Москва — Осташков, но маршрут поезда не проходит через станцию Кувшиново и Кувшиновский район.
Связь
Услуги фиксированной связи предоставляют: тверской филиал «Ростелеком», «Евразия Телеком Ру».
Услуги мобильной телефонной связи предоставляют сотовые операторы: «МТС», «Билайн», «МегаФон» и «Tele2».
Здравоохранение
В Кувшинове на 2024 год продолжает действовать Кувшиновская ЦРБ. С 1985 года идёт строительство больницы, но больница до сих пор не построена и, скорее всего, построена уже никогда не будет. Идёт обсуждение по строительству небольшой больницы.
В последние годы ситуация со здравоохранением стремительно ухудшается, наблюдается катастрофическая нехватка врачей узкой специализации и педиатров. На сайте госуслуг доступна запись в поликлинику к психиатру, неврологу и дерматовенерологу. Для получения помощи других специалистов по системе ОМС жители вынуждены ездить в другие города региона.
В Кувшинове открыт филиал региональной сети коммерческих клиник «Академия Здоровья»
в 2022-м году была проведена реформа службы неотложной медицинской помощи.

## Политика и общество
В 2022-м году создана Тверская региональная общественная организация по развитию и защите социально-экономических интересов и прав граждан «Восхождение».

## Достопримечательности
В городе сохранились построенные в начале XX века в стиле «модерн» дом Ю. М. Кувшиновой (1916), здание больницы и здание Народного дома (1913), построенного также Ю. М. Кувшиновой. В настоящее время в этом здании расположен Дом культуры, в нём проходят просмотры фильмов, действуют кружки по интересам.
В Доме культуры работал краеведческий музей, в экспозиции которого много уникальных документов и фотографий дореволюционного периода, военных лет и нашего времени. В настоящее время краеведческий музей объединен с музеем Каменской бумажно-картонной фабрики, который был открыт в 2019 м году.
Достопримечательностью города была также деревянная усадьба Кувшиновых, сгоревшая в конце XX века. Изображение усадьбы сохранилось на старинных открытках и фотографиях первой половины XX века. Руины усадьбы можно видеть в настоящее время в Комсомольском парке.

## Люди, связанные с городом
- Писатель А. М. Горький с октября 1897 года до середины января 1898 года жил в Кувшинове (тогда посёлок Каменное) на квартире у своего друга Николая Захаровича Васильева, работавшего на Каменской бумагоделательной фабрике и руководившего нелегальным рабочим марксистским кружком[39]. Впоследствии жизненные впечатления этого периода послужили Максиму Горькому материалом для его романа «Жизнь Клима Самгина». На доме, в котором проживал А. М. Горький, в настоящее время установлена мемориальная доска.
- В 1900 году в селе Каменном родился С. И. Ожегов — профессор, знаменитый лексикограф и составитель «Толкового словаря русского языка».

Дом, в котором родился С. И. Ожегов, долго был в аварийном состоянии и сейчас разрушился.
- В Кувшинове родился советский генерал С. И. Оборин.
- С 1969 года по 1999 год в Кувшинове жил и работал русский писатель Юрий Андреевич Козлов, бывший заместитель главного редактора городской газеты «Знамя». С 2000 года в Кувшинове проводится ежегодный районный литературно-творческий конкурс его имени[40].
- В деревне Малое Васильково, находящейся в нескольких километрах от Кувшиново, родился Герой Советского Союза, генерал-лейтенант Я. С. Воробьёв.
- В деревне Большое Кузнечково прошло детство Героя Советского Союза Василия Ивановича Ракова.
- В деревне Медведково родился депутат Государственной Думы Сергей Николаевич Юшенков.
- В город Кувшиново часто приезжает российский футболист, Заслуженный мастер спорта Александр Кержаков
- Последний концерт за день до смерти дал тверской шансонье Михаил Владимирович Воробьёв (Круг)

## Инфраструктура
При Каменской бумажно-картонной фабрике действует общественный музей истории фабрики. Музей железнодорожной станции Кувшиново содержит множество экспонатов, иллюстрирующих развитие железной дороги Торжок-Осташков.
В городе работают библиотека и музыкальная школа, расположенные в здании управления бывшего автотранспортного предприятия.
В Кувшиновском районе в 28 км от Кувшинова на реке Осуга расположен государственный историко-природный заказник Прямухино, в прошлом родовое имение Бакуниных, родина М. А. Бакунина (сохранились усадебное здание с колоннадой и церковью, парк).
В Кувшиновском районе в селе Борзыни работает музей крестьянских родословных.
15 сентября 2012 года на центральной площади города состоялось открытие памятника Юлии Кувшиновой.

## Галерея
- Вид на Нижнюю фабрику товарищества М. Г. Кувшинова и на плотину на реке Осуга.
- Вид на дом директора писчебумажной фабрики товарищества М. Г. Кувшинова.
- Кувшиново, квартиры директора и бухгалтера писчебумажной фабрики.
- Вид на писчебумажную фабрику и дома служащих фабрики.
- «Народный дом», построенный Ю. М. Кувшиновой, в котором находится в том числе краеведческий музей.
- Здание дирекции Каменской бумажно-картонной фабрики.
- Административный корпус Каменской бумажно-картонной фабрики.
- Кувшиновский дом культуры.
- Памятная стела в память погибших в Великой Отечественной войне рабочих Каменской бумажно-картонной фабрики.
- Церковь Амвросия Оптинского, вид с Октябрьской улицы.
- Здание вокзала железнодорожной станции Кувшиново, вид с платформы в январе 2010 года. На фоне здания вокзала проходили съёмки нескольких фильмов, действие которых разворачивалось до и во время Великой Отечественной войны.
- Водонапорная башня станции Кувшиново, январь 2010 года.
- Стела в память о героях, погибших в Великой Отечественной войне.
- Январь 2009 года, памятные даты на центральной площади города Кувшиново.